# MacHeth
Les MacHeth étaient une famille gaélique qui a organisé plusieurs rébellions face aux rois écossais-normands qui régnaient sur l'Écosse au XIIe siècle et XIIIe siècle. On connait mal leurs origines.

## Origines
La première controverse qui entoure les MacHeth est leur origine. La question clé concerne la paternité de Máel Coluim MacHeth, le premier membre connu de la famille. On considère généralement que Máel Coluim est le fils de Beth (ou Áed ou Eth), Mormaer de Ross, qui a été témoin de deux chartres au début du règne de David Ier d'Écosse.
Une autre hypothèse en fait un descendant d'Aedh, mormaer de Moray et arrière-petit-fils putatif de Domnall mac Ruaidraih, cité dans le « Book of Deer » comme co-bienfaiteur de l'Abbaye de Deer vers l'an 1000 et troisième fils de Ruairaidh mac Domnall.
D'autres théories plus anciennes confondent deux personnes qui sont aujourd'hui considérées distinctes : Máel Coluim MacHeth et Máel Coluim mac Alaxandair, fils illégitime d'Alexandre Ier d'Écosse.
Même si on considère que Máel Coluim MacHeth est le fils d'Áed de Ross, cela conduit à se poser de nouvelles questions concernant l'origine de cette famille et leurs revendications. Un consensus général localise leurs origines à Ross, où ils revendiqueraient le titre de Mormaer. Parfois on fait également l'hypothèse qu'ils descendent de sang royal à travers Donald, fils de Malcolm III, qui meurt en 1085,.

## Membres célèbres de la famille

### Máel Coluim mac Alaxandair
Máel Coluim, fils d'Alexandre et non MacHeth, apparait pour la première fois en 1124, lorsque l'Orderic Vitalis indique : 

« Mais Máel Coluim, fils d'Alexandre, souhaite s'emparer du royaume de son oncle [David], et lutte contre lui au cours de deux importantes batailles. Mais David, plus compréhensif, puissant et riche, le vainc ainsi que ses partisans. »

On n'est pas sûr s'il s'agit de Máel Coluim qui épouse la sœur de Somerled, roi ou seigneur d'Argyll,,,. si c'est lui, c'est avant sa capture et son emprisonnement en 1134. Il est détenu à Roxburgh, et y est encore en 1156 quand son fils est capturé à Whithorn et emprisonné avec lui.

### Máel Coluim MacHeth
Si on considère que ce Máel Coluim est distinct du précédent, il apparait en 1157, quand il est dit qu'il se réconcilie avec le roi, Malcolm IV d'Écosse. Il restaure le titre de mormaer de Ross qu'il porte jusqu'à sa mort en 1168.

### Donald MacHeth
L'existence de Donald MacHeth dépend si on accepte ou non que Máel Coluim MacHeth est le prisonnier de Roxburgh et le mari de la sœur de Somerled. S'il en est ainsi, Donald est impliqué dans une rébellion très tôt au cours du règne de Malcolm IV, et capturé à Whithorn en 1156, puis peut-être relâché en 1157 quand son père est restauré comme mormaer de Ross.

### Adam mac Domnaill
En 1186, un certain Adam, fils de Donald, est tué par Máel Coluim, Mormaer d'Atholl, dans le sanctuaire de l'église de Cupar, et celle-ci brûle avec 58 associés d'Adam à l'intérieur. Cet Adam mac Domnaill est peut-être un fils de Domnall mac Uilleim. Toutefois, son identification n'est pas certain. Certaines sources le nomme Áed mac Domnaill, et il pourrait avoir fait partie de la famille MacHeth.

#### Article lié
- Donald MacWilliam

### Kenneth MacHeth
Comme pour les Meic Uilleim, les MacHeth disparaissent de l'histoire dans les années 1200. Il se pourrait qu'aucun héritier mâle de la famille ne perdure alors pour revendiquer Ross. À cette période, Harald Maddadsson, comte des Orcades, apparait comme la principale menace pour les rois d'Écosse au nord du pays.
Le dernier MacHeth connu est Kenneth (ou Cináed), qui s'allie à Domnall Ban MacWilliam et un prince irlandais pour envahir Ross en 1215, peu après la mort de Guillaume Ier d'Écosse. Cette invasion ne se montre pas réellement dangereuse pour Alexandre II car elle est défaite par Ferchar mac in tSagairt, futur Mormaer de Ross, qui tue les leaders et envoie leur tête à Alexandre. Avec cela, les revendications des MacHeth sur Ross disparaissent.